# Конвой JW 51A
Конвой JW 51A (англ. Convoy JW 51A) — арктичний конвой транспортних і допоміжних суден у кількості 16 одиниць, який у супроводженні союзних кораблів ескорту прямував від берегів Шотландії та Ісландії до радянського порту Архангельськ. Конвой вийшов 15 грудня з Лох Ю і 25 грудня 1942 року прибув до Кольської затоки. Втрат не мав.

## Історія конвою
Конвой JW 51A складався з 16 торговельних суден з вантажем, які відпливли від озера Лох Ю 15 грудня 1942 року. Близький супровід здійснювали тральщик «Сігал», два корвети і два озброєних траулера. Їх підтримували шість есмінців Домашнього флоту на чолі з «Фолкнором». Конвой також спочатку супроводжувала місцева група супроводу та далекий океанський ескорт.
Конвою JW 51A на шляху руху протистояли три підводні човни у патрульному заслоні в Норвезькому морі та літак 5-го флоту Люфтваффе, що базувався в Норвегії. Надводні сили, що складалися з важких крейсерів «Адмірал Гіппер», «Лютцов» і шести есмінців, дислоковані в Альтенфьорді, також перебували в готовності атакувати союзний конвой. Але, транспортний конвой не був помічений ні німецькими розвідувальними літаками, ні будь-якими патрульними підводними човнами, і він без пригод перетнув Норвезьке та Баренцеве моря.
25 грудня JW 51A благополучно прибув до Кольської затоки, не втративши жодного судна чи корабля.

## Кораблі та судна конвою JW 51A

### Транспортні судна
| Назва                 | Прапор          | Тоннаж (GRT) | Прим.                 |
| --------------------- | --------------- | ------------ | --------------------- |
| Beauregard (1920)     | США             | 5 976        |                       |
| Briarwood (1930)      | Велика Британія | 4 019        |                       |
| Dynastic (1919)       | США             | 5 773        |                       |
| El Almirante (1917)   | Панама          | 5 248        |                       |
| El Oceano (1925)      | Панама          | 6 767        |                       |
| Empire Meteor (1940)  | Велика Британія | 7 457        |                       |
| Gateway City (1920)   | США             | 5 432        |                       |
| Greylock (1921)       | США             | 7 640        |                       |
| J.L.M. Curry (1942)   | США             | 7 176        | судно класу «Ліберті» |
| Oligarch (1918)       | Велика Британія | 6 894        |                       |
| Oremar (1919)         | США             | 6 854        |                       |
| Richard Basset (1942) | США             | 7 191        | судно класу «Ліберті» |
| Richard Bland (1942)  | США             | 7 191        | судно класу «Ліберті» |
| San Cipriano (1937)   | Велика Британія | 7 966        |                       |
| West Gotomska (1919)  | США             | 5 728        |                       |
| Wind Rush (1918)      | США             | 5 586        |                       |

### Кораблі ескорту
| Ближній ескорт                 |                                         |                                        |              |
| «Сігал»                        | Військово-морські сили Великої Британії | тральщик типу «Гальсіон»               | 15-25 грудня |
| «Ханісакл»                     | Військово-морські сили Великої Британії | корвет типу «Флавер»                   | 15-25 грудня |
| «Оксліп»                       | Військово-морські сили Великої Британії | корвет типу «Флавер»                   | 15-25 грудня |
| HMT Lady Madeleine (FY283)     | Військово-морські сили Великої Британії | протичовновий траулер                  | 15-25 грудня |
| HMS Northern Wave (FY153)      | Військово-морські сили Великої Британії | протичовновий траулер                  | 15-25 грудня |
| Крейсерська група конвою       |                                         |                                        |              |
| «Джамайка»                     | Військово-морські сили Великої Британії | Легкий крейсер типу «Коронна колонія»  |              |
| «Шеффілд»                      | Військово-морські сили Великої Британії | легкий крейсер типу «Таун» (1936)      |              |
| «Бігль»                        | Військово-морські сили Великої Британії | ескадрений міноносець типу «B»         |              |
| «Матчлес»                      | Військово-морські сили Великої Британії | ескадрений міноносець типу «M»         |              |
| «Опорт'юн»                     | Військово-морські сили Великої Британії | ескадрений міноносець типу «O»         |              |
| Океанський ескорт конвою       |                                         |                                        |              |
| «Фокнор»                       | Військово-морські сили Великої Британії | лідер ескадрених міноносців типу «F»   |              |
| «Фьюрі»                        | Військово-морські сили Великої Британії | ескадрений міноносець типу «F»         |              |
| «Боудісіа»                     | Військово-морські сили Великої Британії | ескадрений міноносець типу «B»         |              |
| «Еко»                          | Військово-морські сили Великої Британії | ескадрений міноносець типу «E»         |              |
| «Екліпс»                       | Військово-морські сили Великої Британії | ескадрений міноносець типу «E»         |              |
| «Інглефілд»                    | Військово-морські сили Великої Британії | ескадрений міноносець типу «I»         |              |
| Сили далекого прикриття конвою |                                         |                                        |              |
| «Кінг Джордж V»                | Військово-морські сили Великої Британії | лінійний корабель типу «Кінг Джордж V» |              |
| «Бервік»                       | Військово-морські сили Великої Британії | важкий крейсер типу «Каунті»           |              |
| «Маскітер»                     | Військово-морські сили Великої Британії | ескадрений міноносець типу «M»         |              |
| «Квадрант»                     | Військово-морські сили Великої Британії | ескадрений міноносець типу «Q»         |              |
| «Рейдер»                       | Військово-морські сили Великої Британії | ескадрений міноносець типу «R»         |              |

## Кораблі Крігсмаріне

### Підводні човни, що брали участь в атаці на конвой
| Назва | Тип  | Командир                              | Результати атаки | Прим. |
| ----- | ---- | ------------------------------------- | ---------------- | ----- |
| U-354 | VIIC | капітан-лейтенант Карл-Гайнц Гербшлеб | не атакував      |       |

### Надводні кораблі
| Назва                  | Тип                                  | Прим.                                                                                   |
| ---------------------- | ------------------------------------ | --------------------------------------------------------------------------------------- |
| «Адмірал Гіппер»       | Важкий крейсер типу «Адмірал Гіппер» |                                                                                         |
| «Лютцов»               | Важкий крейсер типу «Дойчланд»       |                                                                                         |
| Z4 «Ріхард Бітцен»     | Ескадрений міноносець типу 1934      |                                                                                         |
| Z6 «Теодор Рідель»     | Ескадрений міноносець типу 1934A     |                                                                                         |
| Z16 «Фрідріх Еккольдт» | Ескадрений міноносець типу 1934A     | 31 грудня 1942 року загинув у бою в Баренцевому морі при спробі атакувати конвой JW 51B |
| Z29                    | Ескадрений міноносець типу 1936A     |                                                                                         |
| Z30                    | Ескадрений міноносець типу 1936A     |                                                                                         |
| Z31                    | Ескадрений міноносець типу 1936A     |                                                                                         |